# Диксон, Керри
Ке́рри Ма́йкл Ди́ксон (англ. Kerry Michael Dixon; 24 июля 1961, Лутон, Англия) — английский футболист и футбольный тренер. Наибольшую известность Диксон получил, выступая за английский клуб «Челси» и сборную Англии на позиции нападающего. Является третьим, после Бобби Тэмблинга и Фрэнка Лэмпарда, рекордсменом «Челси» по количеству голов забитых за клуб — 193 гола. По результатам голосования на официальном сайте «Челси», он вошёл в список Легенд клуба.

## Клубная карьера

### Ранние годы
Высокий и атлетичный нападающий который прогрессировал высокими темпами, впечатлял своими способностями и мог эффективно пользоваться обеими ногами. Диксон начинал свою карьеру как ученик в «Тоттенхэм Хотспур», ушёл оттуда ещё до того как стал играть за клуб.

### «Рединг»
После удачных выступлений в клубах низших дивизионов как «Чешам Юнайтед» и «Данстейбл Таун», он получил приглашение в профессиональный клуб и присоединился к «Редингу», который подписал с ним контракт на 20,000 фунтов стерлингов в 1980 году. Он забил 51 гол в 116 матчах за клуб Третьего дивизиона, в том числе четыре мяча в ворота «Донкастер Роверс», которому они проиграли со счётом 5:7 в сентябре 1982 года.

### «Челси»
После проведенных дней в «Рединге», главный тренер «Челси» Джон Нил пригласил его к себе в команду в августе 1983 года. Председатель «Челси» Кен Бейтс сначала колебался, когда подписывал дорогостоящий, на то время, трансфер в 150,000 фунтов стерлингов плюс дополнительные 25,000 если Диксон когда-либо сыграет за сборную Англии, но он уступил и дело пошло вперед. Диксон пришёл в клуб в рамках радикальной перестройки клуба Джоном Нилом, под угрозой приближающегося вылета в Третий дивизион. Этот потенциально перспективный футболист присоединился в то же лето что и Пат Невин, Найджел Спэкмен, Джо Маклафлин и Эдди Недзвецки.
Но свой вклад Диксон привнес в «Челси» уже немедленно, он забил два гола на своем дебютном матче против «Дерби Каунти». Всего Керри забил в том году 34 гола, а клуб завоевал победу во Втором дивизионе. В решающей игре за чемпионство во Втором дивизионе «Челси» победил со счётом 5:0 «Лидс Юнайтед», Диксон забил хет-трик. Он завязал партнерские отношения с шотландцем Дэвидом Спиди, несмотря на первоначальные личные проблемы между ними, а также с нападающим Патом Невином, это трио в течение следующих трех лет забило почти 200 голов. В первый сезон в высшем дивизионе Керри забил уже 36 мячей и выиграл «Золотую бутсу» совместно с Гари Линекером. А всё началось с того, что он забил в стартовом матче чемпионата, в игре против «Арсенала» на «Хайбери» которая закончилась вничью 1:1. В том же сезоне, он забил ещё восемь голов в Кубке Футбольной лиги, и «Челси» достиг полуфинала, где проиграли «Сандерленду». В его первых двух сезонах в «Челси» он забил в общей сложности 70 голов в 101 игре, и был вызван в сборную Англии.
Серьёзная травма в январе 1986 года затормозила процесс развития Керри, но что печально: после неё он никогда уже не был прежним Диксоном. В сезоне 1985/86 «Челси» боролся за чемпионство, но Диксон в январе получил травму мышц живота во время матча Кубка Англии против «Ливерпуля». В конечном итоге они заняли шестое место, в активе «Челси» была победа над «Манчестер Юнайтед» на «Олд Траффорд» со счётом 2:1. Из-за травмы он практически покинул разваливающуюся и вылетевшую в низшую лигу в 1988 году команду. Но по иронии судьбы эта неудача помогла ему наверстать былую форму, и Керри забил 25 голов и помог выиграть чемпионство Второго дивизиона ещё раз. Очутившись снова в Первом дивизионе, он забил 26 голов — и «Челси» завершил сезон на пятом месте, что было наилучшим результатом с 1970 года.
Далее, правда, последовали неудачные кампании, и футболист отправился в «Саутгемптон» в 1992 году, оставив за плечами 193 гола за «Челси» — то есть всего на 9 меньше, чем рекорд Бобби Тэмблинга по количеству забитых голов за клуб за всю историю. Он также занимает восьмое место в клубе по количеству поведенных матчей.

### «Саутгемптон»
Диксон ушёл из «Челси» в 1992 году и перешёл «Саутгемптон» за 575,000 фунтов стерлингов, где он снова встретился со своим бывшим партнёром по клубу Дэвидом Спиди, хотя такого же успеха как в «Челси» он не добился. Во время своего пребывания в «Саутгемптоне» он провёл только 9 игр в высшей лиге и забил 2 мяча.

### «Лутон Таун»
Он покинул «Саутгемптон» в феврале 1993 года и присоединился к «Лутон Таун» на правах свободного агента. За это время «Лутон Таун» достиг полуфинала Кубка Англии в 1994 году, где он встретился со своим старым клубом «Челси», где потерпел поражение со счётом 2:0. Он забил 20 голов в 88 матчах за «Лутон Таун».

### «Миллуолл» и «Уотфорд»
В марте 1995 года, Диксон присоединился к Миллуоллу за 5000 фунтов стерлингов. После 31 выступлений и девяти мячей, он был продан в «Уотфорд» за 25 000 фунтов стерлингов в январе 1996 года. Диксон появился в 11 матчах за «Уотфорд», но ничего не забил.

### «Донкастер Роверс»
Последний клуб из Футбольной лиги, в котором он играл это был «Донкастер Роверс» в сезоне 1996/97. Он появился в 16 матчах за «Роверс» и забил три гола.

### «Базилдон Юнайтед»
Короткий период сезона 1997/98 Диксон играл за «Базилдон Юнайтед» который находился в Старшей лиги Эссекса, но он получил травму подколенного сухожилия, когда забил гол в матче против Грейт Уэйкеринг, и этот матч оказался последним за клуб.

## Международная карьера
Его голеадорские подвиги принесли ему вызов в сборную Англии, он дебютировал в матче с Мексикой в 1985 году во время товарищеской игры на международном турнире в Мехико. Через три дня Диксон забил дважды и отдал результативный пас на Брайана Робсона, в результате чего Англия победила Западную Германию со счётом 3:0. Он забил ещё два гола через четыре дня сборной США в Лос-Анджелесе.

### Чемпионат мира 1986
После травмы в 1985 году, он, тем не менее, был вызван в сборную Англии на Чемпионат мира 1986, но наличие в нападении Линекера и Питера Бердсли не позволили ему выйти в основе, он отыграл всего шесть минут, выйдя на замену в матче против сборной Польши. Он сыграл только одну игру за Англию. После этого он закончил свою международную карьеру с восемью играми в активе и четырьмя голами.

## Тренерская карьера

### «Донкастер Роверс»
После большого промежутка времени он стал играющим-тренером «Донкастер Роверс», но был уволен в августе 1997 года. Позднее в том же сезоне Диксон перебрался «Базилдон Юнайтед» который находился в Старшей лиги Эссекса, но получил травму и завершил карьеру.

### «Борхэм Вуд», «Летчворт» и «Хитчин Таун»
С тех пор, Диксон был тренером команд из низших региональных лиг, таких как «Борхэм Вуд», «Летчворт» и «Хитчин Таун».

## После завершения футбольной карьеры
После окончания футбольной карьеры стал официальным руководителем фанатского сайта www.cfcnet.co.uk, работает на кабельном канале Chelsea TV, где комментирует матчи «Челси» с Гари Тапхаусом с 2002 года. Также проводит экскурсии по «Стэмфорд Бриджу» с бывшими игроками, в том числе Патом Невином и Роном Харрисом и работает в футбольной школе «Данстейбл Таун».

## Достижения
Командные
 «Челси»
- Чемпион Второго дивизиона (2): 1983/84, 1988/89
- Обладатель Кубка полноправных членов (2): 1986, 1990
- Итого: 4 трофея